# 月の船
月の船（つきのふね）は、1996年11月20日 - 12月25日にNHK総合テレビジョンの“水曜シリーズドラマ”で放送されたテレビドラマ。全6回。

## 概要
祇園祭を控えて活気づく、夏の京都。老舗の呉服問屋・伊能家に、東京で大学に通う次女が戻ってきた。愛人の子である次女の動向に、人びとは揺れ動く。
華やかな古都で、情念が交錯するさまを描いた異色作。

## キャスト
伊能貴子
演 - 清水美砂　
伊能真一郎
演 - 平幹二朗　
伊能裕子
演 - 山本陽子　
白井学
演 - 渡部篤郎　
伊能修三
演 - 芦田伸介
伊能陽子
演 - 鈴木尚味
内藤大介
演 - 井筒森介
その他
演 - 佐藤友美、金子賢、村井国夫　

## スタッフ
- 脚本 - 田向正健[1]
- 音楽 - 毛利蔵人[1]
- 制作統括 - 八木雅次[1]
- 美術 - 宮井市太郎[1]、藤井俊樹[1]
- 技術 - 八木悟[1]、竹中武[1]
- 音響効果 - 吉田秋男/[1]、高橋一郎[1]
- 演出 - 広瀬満[1]、太田光俊[1]

## 備考
- 1999年に再放送された際に、その直前に死去した芦田伸介を追悼するテロップが流れた。